# Бишофф, Готтлиб Вильгельм
Готтлиб Вильгельм Бишофф (нем. Gottlieb Wilhelm Bischoff или нем. Gottlieb Wilhelm T.G. Bischoff, 21 мая 1797 — 11 сентября 1854) — немецкий ботаник, профессор ботаники и миколог.

## Биография
Готтлиб Вильгельм Бишофф родился в городе Бад-Дюркхайм в 1797 году.
После того как Бишофф переехал в Гейдельберг в 1823 году, он стал преподавать естественнонаучные дисциплины в частной школе. В 1839 году Бишофф стал профессором и директором ботанического сада.
Готтлиб Вильгельм Бишофф умер в Гейдельберге 11 сентября 1854 года.

## Научная деятельность
Готтлиб Вильгельм Бишофф специализировался на папоротниковидных, Мохообразных, семенных растениях и на микологии.

## Научные работы
- Die botanische Kunstsprache in Umrissen (1822).
- Handbuch der botanischen Terminologie und Systemkunde (1830 bis 1844).
- Lehrbuch der allgemeinen Botanik (1834—1840).
- Wörterbuch der beschreibenden Botanik (1839).
- Medizinisch-pharmazeutische Botanik (1843).
- Die Botanik in ihren Grundrissen und nach ihrer historischen Entwicklung (1848).
- Beiträge zur Flora Deutschlands und der Schweiz (1851).